# Joachim Pfeufer
 Joachim Pfeufer (* 4. August 1935 in Boston, Massachusetts, USA; † 25. Mai 2021 in Saint-Herblain) war ein deutschstämmiger, französischer Architekt und Konzeptkünstler und ein Künstler der internationalen Fluxus-Bewegung. Er lebte und arbeitete in Paris.

## Leben und Werk
Joachim Pfeufer studierte von 1952 bis 1957 Architektur. Mit einem Fulbright-Stipendium ausgestattet, besuchte er 1957 bis 1958 Deutschland. Er begegnete dort dem Architekten und Archäologen Herman Haan, der ihm über die Dogon in Mali und deren „POI Poi!“ – Kommunikation erzählte.
Im Jahr 1960 zog er nach Paris. Er begegnete dort Robert Filliou, Adrienne Larue und Jean Prouvé. Pfeufer arbeitete als Architekt und in der Stadtplanung. Er arbeitete vor allem mit Shadrach Woods zusammen. Auf der Triennale von Mailand im Jahr 1968 nahm er als Künstler teil. In seiner Freizeit war er als Maler und Illustrator tätig. Von 1977 bis 2003 war er Lehrer an der École des Beaux Arts in Nantes.
Im Winter des Jahres 1963 entwickelte Joachim Pfeufer in Paris zusammen mit seinem Freund, dem Fluxus-Künstler Robert Filliou, das Projekt "POIPOIDROM", eine sprachlich inspirierte Mischung aus Objekt, Installation und Performance, die eine Kette von (Sinn-)Fragen im Dialog stellt und, wenn das Poipoi genannt wird, abgebrochen wird und erneut beginnt. Ab 1963 fanden verschiedene POIPOIDROM-Happenings und -Performances, unter anderem im Centre Pompidou in Paris, statt. Mit dem "POIPOIDROM" und einer "Rakete" waren Filliou und Pfeufer im Jahr 1972 Teilnehmer der Documenta 5 in Kassel in der Abteilung Individuelle Mythologien. Pfeufer setzt die „Poïpoïdrome“-Veranstaltungen seit 1990 fort.